# 6462 Myougi
6462 Myougi (1994 AF2) là một tiểu hành tinh nằm phía ngoài của vành đai chính được phát hiện ngày 9 tháng 1 năm 1994 bởi T. Kobayashi ở Oizumi.